# Клайбер, Гюнтер
Гюнтер Клайбер (нем. Günter Kleiber; 16 сентября 1931, Борна — 29 марта 2013, Берлин) — государственный деятель ГДР, партийный технократ, заместитель председателя Совета министров, министр общего машиностроения, автомобилестроения и сельхозтехники в 1970—1980-х годах. Во второй половине 1980-х — член политбюро ЦК СЕПГ. Принадлежал к окружению Эриха Хонеккера. После революции 1989 привлекался к ответственности за коррупционные злоупотребления. В объединённой Германии осуждён за причастность к убийствам у Берлинской стены. Помилован правящим бургомистром Берлина Эберхардом Дипгеном.

## Техник в партии
В 1946—1949 годах работал электриком. Затем изучал авиационную промышленность в Ростокском университете. До 1962 года являлся научным сотрудником Дрезденского технического университета.
С 1950 года — член СЕПГ, с 1962 года — функционер партийного аппарата. Возглавлял парторганизацию СЕПГ в Дрезденском техническом университете, курировал промышленные направления в окружном партийном комитете Дрездена.
В 1966—1971 годах Гюнтер Клайбер курировал вопросы электронных инноваций в Совете министров ГДР, являлся членом ЦК СЕПГ. В 1967 был избран в Народную палату ГДР.

## В партийно-государственном руководстве
С 1971 года Гюнтер Клайбер — заместитель председателя Совета министров (эту должность занимали Хорст Зиндерман и Вилли Штоф), в 1988—1989 — первый заместитель председателя (Вилли Штофа). В течение тринадцати лет — 1973—1986 — Клайбер занимал пост министра общего машиностроения, автомобилестроения и сельхозтехники. Являлся представителем ГДР в СЭВ. Был награждён орденом Знамени Труда и орденом Карла Маркса.
С 1984 года Клайбер — член политбюро ЦК СЕПГ. С 1988 года — член Национального совета обороны. К концу 1980-х вошёл в ближайшее окружение генерального секретаря СЕПГ Эриха Хонеккера.
Отличительной чертой Гюнтера Клайбера в руководстве СЕПГ являлся технократический уклон, специализация на руководстве конкретными промышленными направлениями.

## Падение вместе с режимом
Как один из приближённых Хонеккера, осенью 1989 Клайбер оказался объектом общественного негодования и революционной атаки. 7 ноября 1989 года он подал в отставку с правительственной должности, 8 ноября вышел из состава Политбюро. 3 декабря 1989 года Гюнтер Клайбер наряду с Хонеккером, Штофом, Зиндерманом, Мильке, Альбрехтом, Кроликовски, Шальк-Голодковским, Тишем, Цигенханом, Герхардом и Дитером Мюллерами был демонстративно исключён из СЕПГ.
Новое руководство ГДР привлекло Клайбера наряду с Хонеккером, Штофом, Мильке, Кроликовски и Аксеном к уголовной ответственности по обвинению в коррупционных злоупотреблениях и подрыве экономики. Весной 1990, после свободных выборов в ГДР, предопределивших воссоединение с ФРГ, расследование было приостановлено, Клайбер освобождён из-под стражи.

## Осуждение и помилование
В августе 1995 года Гюнтер Клайбер вместе с Гюнтером Шабовски и Эгоном Кренцем вновь предстал перед судом по обвинению в убийствах у Берлинской стены. Как член политбюро и совета обороны он визировал соответствующие решения. На процессе Клайбер выразил сожаление в связи с гибелью людей, но не признал собственной ответственности.
Клайбер использовал суд для напоминания о своей роли в промышленном развитии ГДР. С позиций практика-технократа он критиковал партийное руководство экономикой. Особенно негативно высказывался Клайбер о Гюнтере Миттаге (к тому времени покойном), партийном кураторе экономической политики. При некоторых реформаторских замыслах Миттаг выступал за жёсткую бюджетную экономию и препятствовал инвестиционным программам в автомобилестроении и жилищном строительстве, за которые выступал Клайбер.
Окружной суд Берлина приговорил(когда?) Гюнтера Клайбера к 3 годам лишения свободы (Кренца — к 6 годам 6 месяцам, Шабовски — к 3 годам). Федеральный суд оставил приговор в силе. Однако 6 сентября 2000 года Клайбер вместе с Шабовски был освобождён в связи с помилованием от правящего бургомистра Берлина христианского демократа Эберхарда Дипгена. Решение Дипгена явилось примирительным жестом в адрес функционеров ГДР, высказавших сожаление о своей прежней деятельности.
Гюнтер Клайбер скончался в германской столице в возрасте 81 года.